# 奥平氏
奥平氏（おくだいらし）は、武家・華族だった日本の氏族。戦国時代に三河南設楽北東部の作手地方（現・愛知県新城市）に住し、はじめ今川氏、のち徳川氏に仕え、江戸時代には10万石の譜代大名（廃藩置県時には豊前国中津藩主）として続き、明治維新後華族の伯爵家に列した。

## 出自
今川氏や織田氏、松平氏、武田氏を経て、徳川氏（松平より改姓）に臣従した。出自には各説がある。
1. 村上源氏の後裔と自称した赤松氏の一族と称した（樋口清之・丹羽基二『姓氏』）。
2. 丈部姓有道氏流児玉氏一門片山氏の支流という（太田亮『姓氏家系大辞典』）。

家伝では上野国が発祥地と言われている。その後、上野国の所領を放棄して、三河国に新天地を求め転住したと伝わっている（『中津藩史』、『寛政重修諸家譜』）。

## 歴史

### 奥平家
三河山間部の小豪族に過ぎなかった奥平氏が日の目を見たのは奥平定能（貞能）の代である元亀年間（1570年 - 1573年）からである。天正3年（1575年）5月の長篠の戦いで家運を開いた定能の長男奥平信昌（貞昌）は、徳川家康の長女・亀姫の婿に認められる。亀姫との間には4男1女が生まれるが、早世した1子を除き、分家を「徳川家御連枝」として興すことを許されるなど、信昌の子たちはいずれも家康の外孫として厚遇された。そのため信昌は家康の女婿として上野国甘楽郡小幡（宮崎）3万石を領し、関ヶ原の戦い以降は美濃国加納10万石を領した。江戸時代には大名となり、下野国宇都宮10万石を領した。後に、豊前国中津10万石に移領し、明治4年（1871年）の廃藩置県まで存続した。
昌邁の代の明治2年（1869年）の版籍奉還の際に華族に列し、明治17年（1884年）の華族令施行で華族が五爵制になると旧中藩知事として伯爵家に列した。
2代伯爵奥平昌恭は貴族院の伯爵議員に当選して務め、研究会に属した。また実業家としても活躍し、国際日本協会会長、樺太鉄道会長、八千代生命保険会長、朝鮮銀行監事などを歴任した。
昭和前期に奥平伯爵家の邸宅は東京市芝区高輪南町にあった。

### 奥平松平家

奥平松平家の家紋（桑名団扇）

信昌の末男松平忠明は、家康の外孫として、また家康の養子として松平姓を許されて奥平松平家を興し、故郷の三河作手藩の初代藩主となった。しかし慶長15年（1610年）に忠明が伊勢亀山藩に移封されたため作手藩は廃藩となったが、その所領は大坂転封で天領となるまでは引き続き忠明のものとなった。以降も忠明には転封が続き、摂津大坂藩、大和郡山藩、播磨姫路藩主（18万石）となった。子である松平忠弘にも転封が続き、出羽山形藩、下野宇都宮藩、陸奥白河藩、そして10万石に減封のうえ再び出羽山形藩に移されたが隠居した。以後は備後福山藩、伊勢桑名藩をへて武蔵忍藩主として明治4年（1871年）の廃藩置県を迎えた。江戸時代後期の藩主松平忠国は忠明最後の男系子孫でもある。
上杉氏の出身で明治2年（1869年）に最後の藩主となった松平忠敬は、同年の版籍奉還の際に藩知事に転じるとともに華族に列し、明治4年（1871年）の廃藩置県まで藩知事を務めた。明治17年（1884年）の華族令施行で華族が五爵制になると旧小藩知事として子爵に列した。
その息子である2代子爵松平忠寿は海軍大佐まで昇進した海軍軍人で退役後には貴族院の子爵議員に当選して務めた。
昭和前期に子爵家の邸宅は東京市豊島区池袋にあった。

## 七族五老
奥平氏が三州へ転住した後、奥平貞昌の大叔父、叔父、弟、甥から支族が分出したが、奥平宗家は、彼らを独立させるよりも奥平氏の重臣として厚遇することで、弱体化を防止した。これら分流のうちから、有力7家が重臣家となった。それと平行して、奥平氏以上に弱小な在地の領主などを併呑していく過程の中で、そのうちから5氏が重臣家となり、この12家が、七族五老と呼ばれる奥平氏の家老衆となった。
七族（諸説があり、該当しない一族も含まれる）
- 和田奥平家
  - 雨山奥平家 - 本姓は阿知波氏。和田奥平家の奥平出雲守が離反して甲州に走ったために、代わりに七族におさまる
- 土佐奥平家
- 夏山奥平家
- 萩奥平家
- 田代奥平家
- 中金奥平家 - 奥平壱岐（中金正衡）は幕末明治期の当主。慶應義塾の創設者・福澤諭吉にとって同門の先達で強い関わりを持つ間柄である。不仲になることも多かったが、後に慶應義塾と福澤を支える塾員となる。
- 日近奥平家 - 伊予松山藩家老・奥平藤左衛門家、土佐藩士・牧野群馬、小笠原茂連、林亀吉らの祖。板垣退助もこの血族子孫にあたる。
- 稲木奥平家
- 名倉奥平家 - 名倉貞次を祖とする。子の信光（喜八郎）は本多信俊とともに、徳川家康の名代として河尻秀隆のもとに赴いた
- 鳥川奥平家

五老
- 山崎家 - 生田家と共に有事の先鋒を担う先手双翼
- 生田家 - 山崎家と共に有事の先鋒を担う先手双翼
- 兵藤家
- 黒屋家 - 奥平正勝の入嗣により黒屋奥平家となる
- 夏目家